# Hyalinobatrachium valerioi
Hyalinobatrachium valerioi es una especie de anfibio anuro de la familia de las ranas de cristal (Centrolenidae). Se distribuye por el oeste de Colombia, Costa Rica, oeste de Ecuador y Panamá. Podría tratarse de un complejo de especies, según algunos autores.